# Nueve tragos
Nueve tragos es el primer álbum de Loquillo en solitario, compuesto por 9 canciones:

## Canciones
1. Calidad de vida (5.06)
2. Caray (4.41)
3. Mi vida es una fiesta (3.38)
4. La rubia de Hitch (3.54)
5. Mis problemas con las mujeres (4.21)
6. El día de San Martín (3.19)
7. Billy La Rocca (3.30)
8. Torpedo (5.06)
9. En Dino's a las diez (3.35)

- Datos: Q6046836